# Ogród Botaniczny w Heidelbergu
Ogród Botaniczny w Heidelbergu (niem. Botanischer Garten Heidelberg) – instytucja naukowo-edukacyjna Uniwersytetu Ruprechta i Karola w Heidelbergu sięgająca tradycjami 1593 roku. Ogród botaniczny w dzisiejszej lokalizacji otwarto w 1915 roku. Obecnie zajmuje on około 2,9 hektar.
Instytucja jest trzecią pod względem starszeństwa w dzisiejszych Niemczech, a jej dzieje zaczynają się wraz z założeniem ogrodu roślin leczniczych przez profesora uniwersytetu Heinricha Smetiusa (w pobliżu zamku książąt elektorów Palatynatu Reńskiego). Instytucja zmieniała wielokrotnie swoją lokalizację – dzisiejsza jest już siódmą. Ogród zajmował do lat 70. XX wieku 3,9 ha, ale w wyniku budowy nowego kampusu uniwersyteckiego został okrojony o blisko ćwierć swojej powierzchni.
Ogród ma dziś 2,9 ha z czego 0,4 ha zajmują szklarnie, a 0,2 ha budynki administracyjne i naukowe. Na jego terenie rośnie ponad 12 tysięcy gatunków roślin pogrupowanych w 23 kolekcje, z których najcenniejsze są: storczyki tropikalne, bromeliowate, sukulenty, kolekcja roślin Madagaskaru, sagowcowe, rośliny mięsożerne i kapustowate.
Częścią instytutu jest herbarium HEID – jedna z większych kolekcji roślin leczniczych w Niemczech. Ponadto w Heidelbergu istnieją dwa arboreta z XIX wieku na zboczach góry Königstuhl.